# Veszteségek
A "Veszteségek" (The Sun Won't Set) a Született feleségek (Desperate Housewives) című amerikai filmsorozat harmincegyedik epizódja. Az Amerikai Egyesült Államokban először az ABC (American Broadcasting Company) adó sugározta 2005. november 20-án.

## Az epizód cselekménye
Vannak asszonyok, akik, ha elvetélnek, órákon át csak ülnek a sötétben. Nem merészkednek ki a napfényre, nehogy szembesülniük kelljen azzal az eshetőséggel, hogy az élet megy tovább. Ragaszkodnak a meg nem született gyermekük emlékéhez, és arról álmodoznak, hogy mi lett volna, ha. De Gabrielle Solis nem tartozott ezek közé a nők közé! Miközben a barátnők az összes programjukat félrehagyva Gaby vigasztalására sietnek, ő az elfoglaltságaira hivatkozva vásárolni indul, mialatt Carlos a dühtől és a fájdalomtól nem tér magához, melyet a börtön orvosa nyugtatókkal próbál enyhíteni. Susan és Mike között továbbra is rosszul mennek a dolgok, a férfi hallani sem akar a kétségbeesetten próbálkozó Susan-ről, olyannyira, hogy még az édesanyja esküvőjére szóló meghívást is lemondja. Susan eközben egy önéletrajzi könyv írásába kezd, mely által fájdalmas dolgokkal kell szembesülnie a múltjáról. A Solis-házba történt betörés óta a Lila Akác köz lakói aggódnak a környék biztonságáért, ezért egy hivatásos őrző cég megbízását fontolgatják. Bree egy nap döbbenten olvassa a helyi újságban a saját esküvőjéről szóló hirdetést, ezért azonnal felelősségre vonja George-ot. Nem sokkal ezután Bree-nél megjelenik egy Leila nevű nő, aki arra figyelmezteti, hogy tartsa magát távol a patikustól, aki szerinte egy pszichopata őrült. Bree azonban nem hisz neki, és kidobja őt a házból, majd mégis kérdéseket intéz George-hoz. Carlos, mivel nagyon aggódik Gabrielle testi épségéért, egy börtönből szabadult társát, Hector-t bízza meg a felesége felügyeletével. Lynette-nek kétségei támadnak Tom apai rátermettségével kapcsolatban, ezért különös próbatételt eszel ki a számára. Mindeközben Applewhite-ék továbbra is a szökött Caleb-et keresik.

## Mellékszereplők
- Kathryn Joosten – Karen McCluskey
- Paul Dooley – Addison Prudy
- Danny Trejo – Hector Ramos
- Mia Wesley – Leila Mitzman
- John Bradley – Ty Grant
- Lesley Ann Warren – Sophie Bremmer
- Bob Newhart – Morty Flickman
- Pat Crawford Brown – Ida Greenberg
- Charlie Babcock – Stu
- Eric Cazenave – Valet
- Lance E. Nichols – A miniszter

## Mary Alice epizódzáró monológja
- A narrátor, Mary Alice monológja az epizód végén így hangzik (a magyar változat alapján):

"Ebben a sötétséggel teli világban mindannyiunknak szüksége van valami fényre. Legyen az magasra felcsapó láng, ami megmutatja, hogyan szerezzük vissza, amit elvesztettünk. Vagy erős jelzőfény, ami elriasztja a ránk leselkedő szörnyeket. Vagy néhány világító izzó, ami felfedi előttünk múltunk rejtett titkait. Mindünknek kell valami, ami átvezet az éjszakán. Még ha az csak a remény halványan pislákoló szikrája is."

## Epizódcímek szerte a világban
- Angol: The Sun Won't Set (A nap nem nyugszik majd le)
- Francia: L'Ex-Femme de sa vie (Élete korábbi asszonya)
- Lengyel: Słońce nie zajdzie (A nap nem nyugszik majd le)
- Német: Der rote Ballon (A piros léggömb)

## Külső hivatkozások
- Veszteségek az angol Wikipédián